# 伯比孔

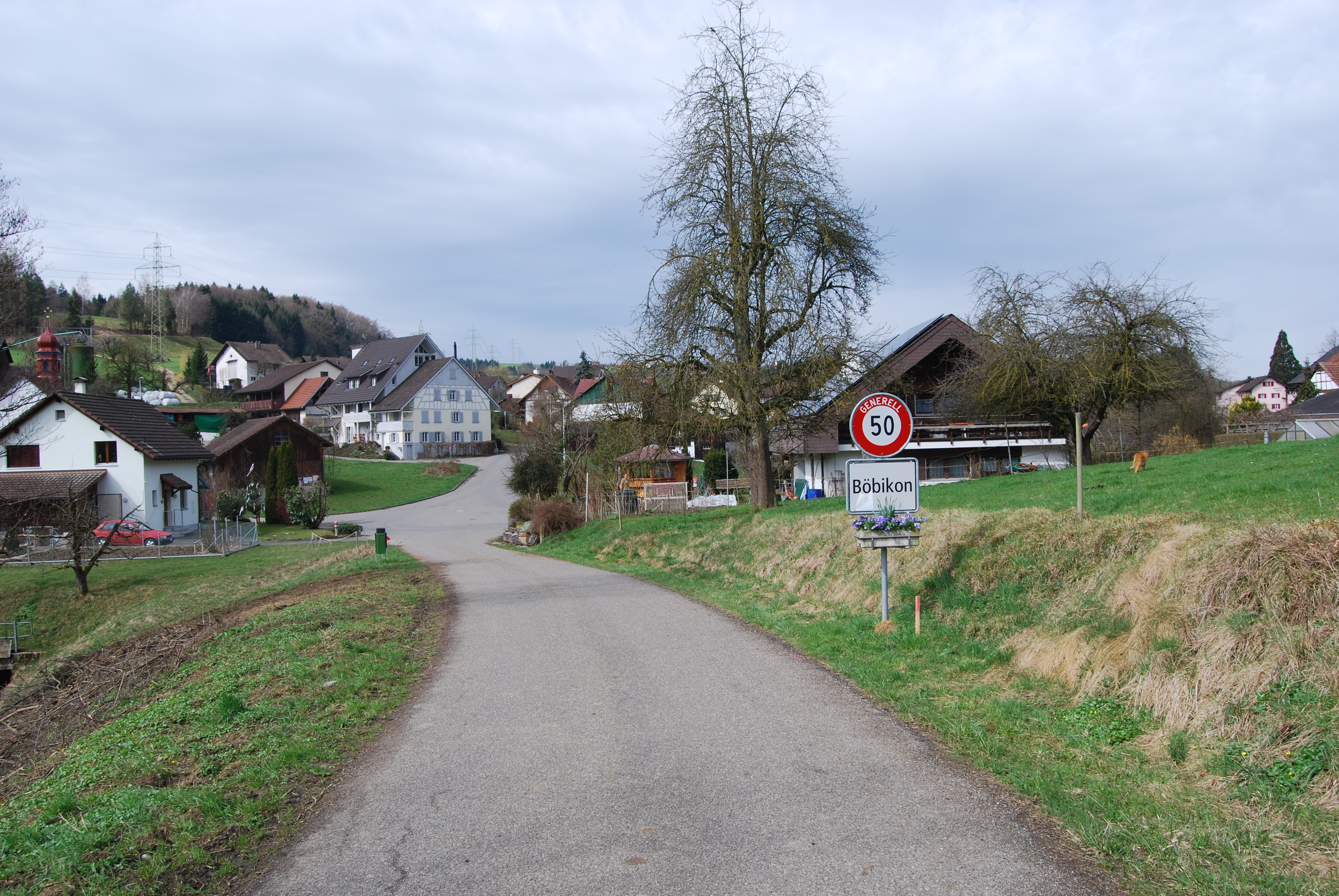

伯比孔是瑞士的城鎮，位於該國北部，由阿爾高州負責管轄，面積2.59平方公里，海拔高度444米，2012年人口169，七成人口信奉羅馬天主教，人口密度每平方公里65人。

## 外部連結
- Official Website of Böbikon